# Walter Laqueur
Walter Zeev Laqueur (Breslavia, 26 de mayo de 1921-Washington D. C., 30 de septiembre de 2018) fue un historiador y comentarista político estadounidense.

## Biografía
Tuvo que huir de Alemania ante la persecución nazi, refugiándose en el mandato británico de Palestina, pero sus padres no consiguieron escapar, muriendo ambos en el holocausto.
Vivió en Israel e Inglaterra y finalmente se instaló en Estados Unidos, donde a partir de 1969 y hasta su fallecimiento ocupó un cargo directivo en el Centro de Estudios Estratégicos e Internacionales de Washington. Fue director del Instituto de Historia Contemporánea y de la Biblioteca Vienesa de Londres; ha sido profesor en las universidades de Georgetown, Tel Aviv y Harvard. Fundó junto con George Mosse la revista Journal of Contemporary History. 
Sus obras tratan principalmente de la historia de Europa en los siglos XIX y XX, especialmente en Rusia, Alemania y el Oriente próximo. Ha escrito sobre muchos temas de la juventud alemana, el Sionismo, la historia de Israel, la República de Weimar y Rusia, el comunismo, el Holocausto, el fascismo y la Guerra Fría, así como violencia política, terrorismo y guerrilla.